# Каменецька ікона Божої Матері
Камене́цька ікона Божої Матері — чудотворна ікона Божої Матері. Список зберігається в Свято-Семіоновській церкві м. Каменець.

## Історія
В 1797 році згоріла Христо-Різдвяна церква, в якій зберігалась ікона. Після цього вона була оправлена в срібну шату і перенесена до Воскресенської церкви. Після закриття останньої в 1839 році ікону перенесено до Свято-Симеонівського собору. В 1868 році оригінал бачив етнограф Павло Бобровський. 5 вересня 1897 року оригінал ікони був подарований в біловезькій резиденції священником Львом Паєвським царю Миколаю II. Після чого цар виділив з казни гроші на будівництво місцевого собору. Оригінал втрачено. 5 квітня 1998 року список ікони був явлений місцевому краєзнавцю, заступнику голови Українського громадсько-культурного об'єднання Берестейської області Георгію Мусевичу у вівтарі Свято-Симеонівської церкви. З 3 грудня 2000 року ікона поставлена на аналой в середині храму.

## Опис
Прототипом Каменецької ікони Матері Божої є Ікона Матері Божої Воротарниці (Іверська Богородиця). Вважається, що образ був написаний в 1268 році князем Володимиром Васильковичем і подарований ним до Благовіщенської церкви Каменця в 1276 році.